# 롤랑 부인

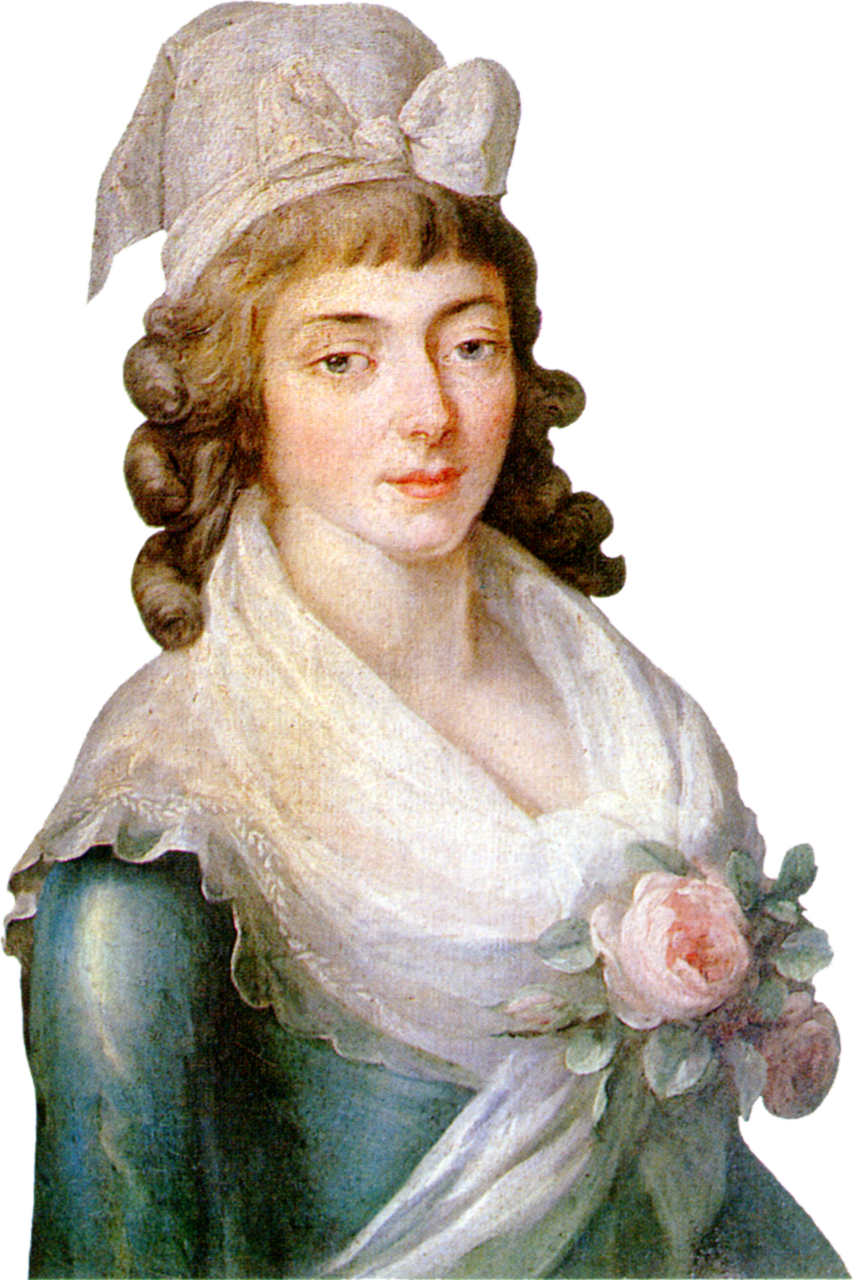
롤랑 부인

마리잔 "마농" 롤랑 드 라 플라티에르(프랑스어: Marie-Jeanne "Manon" Roland de la Platière: 1754년 3월 17일 - 1793년 11월 8일)는 프랑스의 작가이자 프랑스 혁명의 지도자이다. 지롱드파의 흑막 같은 존재였기 때문에, ‘지롱드파의 여왕’이라는 별칭을 얻었다. 남편은 내무장관이었던 장마리 롤랑 드 라 플라티에르다. 뛰어난 미모와 지성 그리고 교양을 가지고 있었지만, 평민 출신이었기 때문에 귀족에게 받아들여지지 못하고, 공화주의자가 되었다.
1793년 11월 8일 공포정치를 통해 39세의 젊은 나이로 단두대의 이슬로 사라진다.

## 생애
1754년 파리에서 부유한 중류 부르주아 가정에서 태어났다. 어릴 적부터 총명하여 영재교육을 받았고 루소 등 계몽 서적을 즐겨 읽었다. 1776년 22세의 나이에 이후 남편이 되는 산업 감독관 롤랑 자작과 교제를 시작했다. 1780년　26세의 나이로 스무살 연상의 롤랑 자작과 결혼을 했고, 이후 아내의 영향으로 롤랑은 정치에 관여하게 되었다.
1791년 37세의 나이에 파리로 이주했다. 집에서 살롱을 열고 각계의 명사와 교류하며, 지롱드파를 형성했다. 그녀의 집은 유명한 혁명 살롱이 되었고 롤랑 부인은 지롱드파의 핵심 인물이 되었다. 1792년 3월 남편 롤랑이 다시 내무대신이 되었지만 그는 아내에 의존을 많이 했다. 당통, 마라, 로베스피에르 등은 롤랑 부인의 중도적 정치 견해를 못마땅하게 여겼으며 국민의회에서 롤랑의 임용을 두고 그가 혼자서 업무를 처리하지 않는다고 비방했다. 국왕 재판에서는 루이 16세가 적국과 내통했다는 주장을 펼쳤다. 9월 입헌 의회 성립 후 산악파와 대립하기 시작했다.
1793년 1월 국왕이 처형된 후 일부가 당통과 타협을 시도하지만, 롤랑 부인으로 인해 실패하고 말았다. 6월 항쟁이 격화되고, 로베스피에르의 공포정치가 시작되자 롤랑 부인은 남편과 아이와 떨어져 있다가 지롱드파의 다른 간부들과 함께 체포되어 투옥되었다. 그녀는 5개월간 수감되어 있으면서 옥중에서 회고록을 집필했다. 11월 8일 사형이 집행되기 직전 롤랑 부인은 종이와 펜을 빌려달라고 부탁했지만 거절당하자 다음과 같은 유명한 말을 남기고 처형되었다.
| “ | 오! 자유여, 그대의 이름으로 얼마나 많은 죄를 범할 것인가! O Liberté, que de crimes on commet en ton nom! (Oh Liberty, what crimes are committed in thy name!) | ” |

이틀 후 피난처인 노르망디에서 아내의 소식을 들은 남편은 자살했다.

## 영향
롤랑 부인의 전기는 1886년 일본, 1902년 중국에 번역되어 소개되었으며 대한민국에서도 1907년 매일신보에 《라란부인전》이라는 제목으로 연재되어 이듬해 단행본으로 출간되었다. 1908년에 쓰인 이해조의 소설 〈홍도화〉에서도 여주인공 태희가 롤랑부인의 이름을 언급하고 있다.

## 같이 보기
- 지롱드파